# Hippolyte Langlois
Hippolyte Langlois, francoski general, pedagog in akademik, * 1839, † 1912.